# Schloss Pottenbrunn

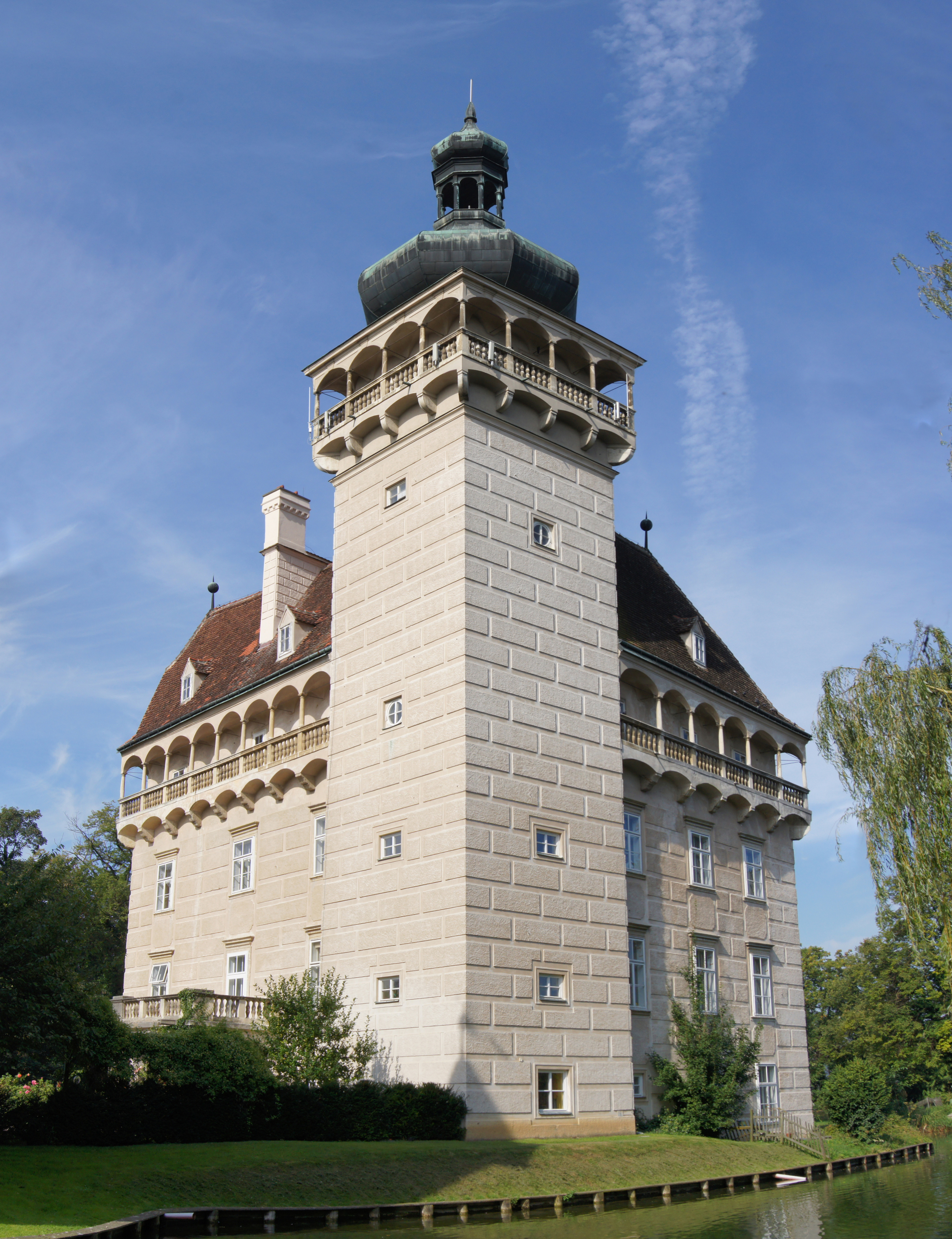
Das „alte Schloss“ heute

Das Schloss Pottenbrunn, auch Schloss Trautmannsdorf,  steht im St. Pöltner Stadtteil Pottenbrunn. Die auf einer Schlossinsel gebaute Anlage besteht aus der im Kern mittelalterlichen Burg mit dem Turm und dem zweiflügeligen Renaissance-Schloss. Das Schloss diente als Sitz der Herrschaft Pottenbrunn.

## Geschichte

### Frühe Historie
Die Burg fand 977 als Salzburger Besitz erstmals urkundliche Erwähnung. Der Alachthof, der Vorgänger des heutigen Schlosses, wurde 1268 als festes Haus der Alachter von Pottenbrunn, den ersten Herrschaftsinhabern, erstmals genannt.

### Herrschaft der Grabner

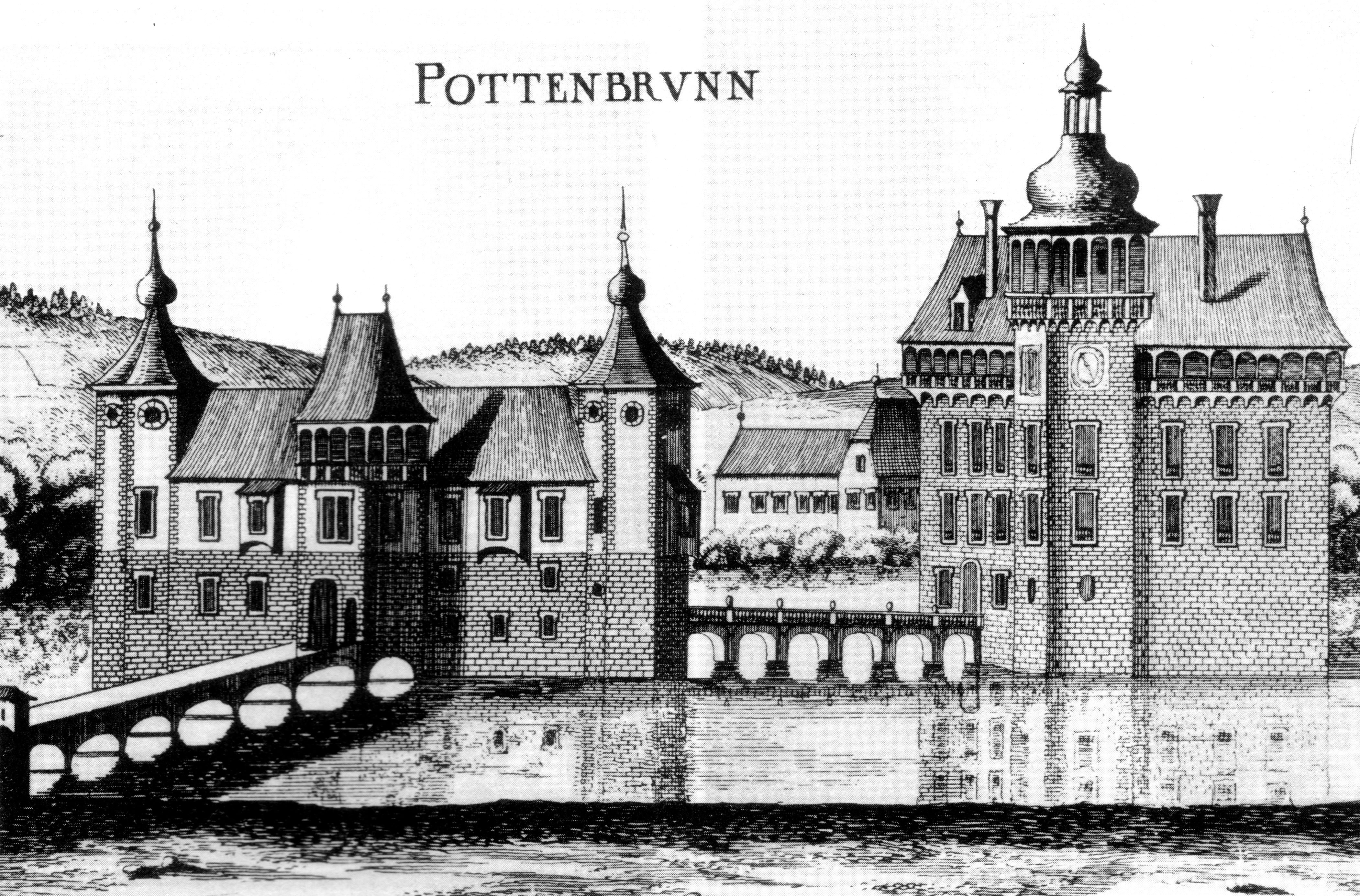
Das Schloss 1672 in einem Stich von Georg Matthäus Vischer

Die Burg samt der Herrschaft gelangte 1505 im Erbgang von den Pottenbrunnern in den Besitz von Sebastian Grabner dem Älteren, der das Schloss bis 1527 nach dem Vorbild des ebenfalls in seinem Besitz befindlichen Schloss Rosenburg erweitern ließ. Ein weiterer Ausbau erfolgte unter seinen Söhnen Georg und Josaphat Grabner zu Rosenburg. Da Georg nur eine Tochter hinterließ und Josaphat kinderlos verstarb, erbte deren jüngerer Bruder Leopold Grabner zu Rosenburg die Herrschaft Pottenbrunn. Die entscheidenden Umbauten erfolgten unter Leopolds ältesten Sohn Sebastian Grabner dem Jüngeren um 1600, als die Vorburg zum zweiflügeligen Wohnschloss ausgebaut wurde. Dessen Sohn Friedrich Christoph Grabner zu Rosenburg, der aufgrund seines protestantischen Glaubens nach Franken emigrierte, verkaufte Pottenbrunn noch vor 1618 an die Jörger.

### Spätere Besitzer

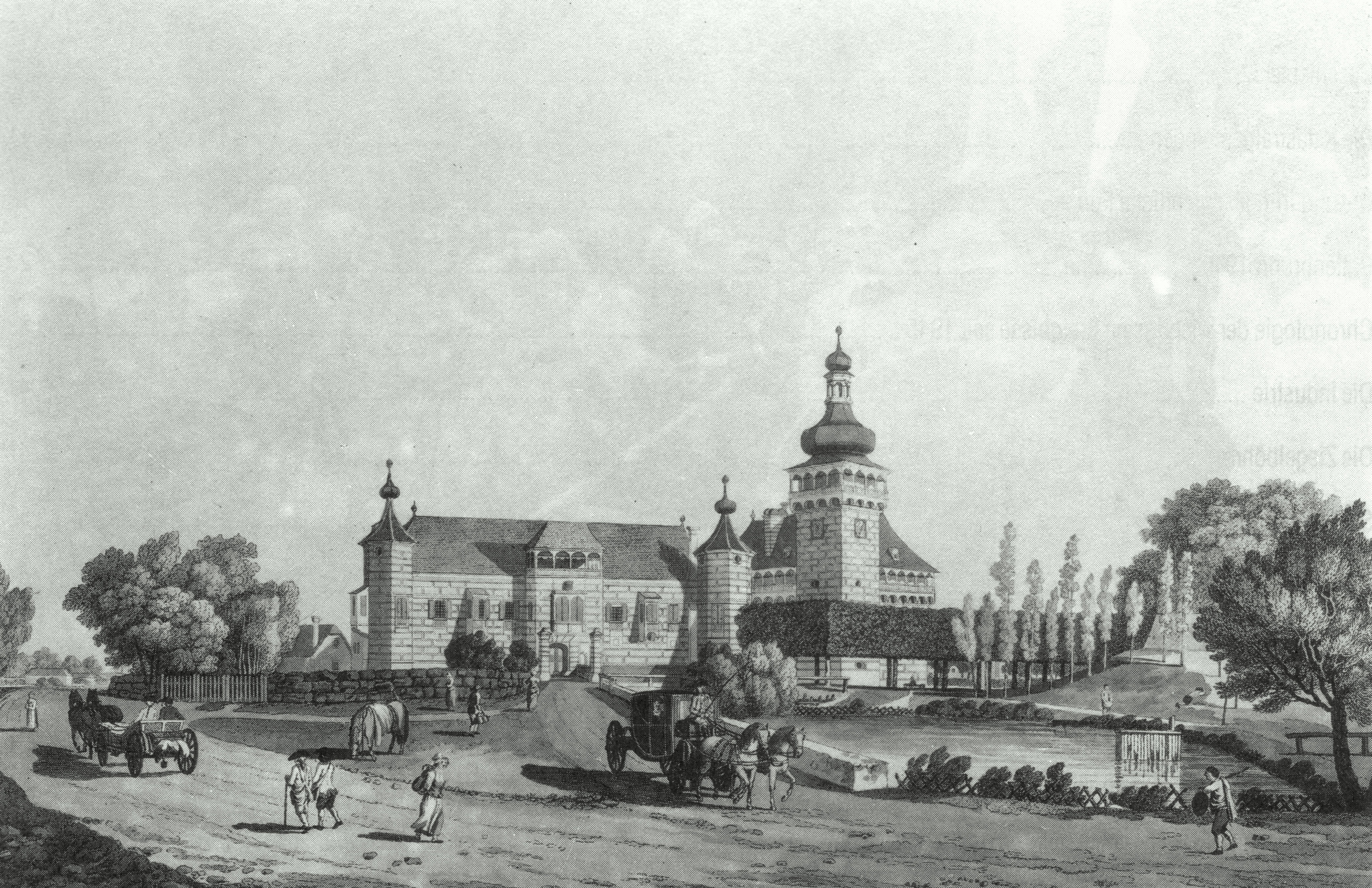
Das Schloss 1820 in einem Stich von Laurenz Janscha

Nach einigen Besitzerwechseln wurden Anfang des 19. Jahrhunderts und um 1920 Umbauten am Ostflügel vorgenommen. 1916 erwarb der Galizische Erdöl - Magnat David Fanto (Fanto Benzin Aktiengesellschaft) das Schloss Pottenbrunn und verkaufte es 1926 an die Familie Trauttmansdorff. Bis heute ist es Eigentum der Familie Trauttmansdorff. Gegen  Ende des Zweiten Weltkrieges wurden am 13. April 1945 die damaligen Schlossbesitzer als Teil einer Widerstandsgruppe ermordet. Das Schloss lag im Kampfgebiet, wurde durch Artilleriebeschuss schwer beschädigt und von russischen Truppen verwüstet.
1961 stürzte der Turm ein, und konnte mit öffentlicher Hilfe 1966 wieder aufgebaut werden.

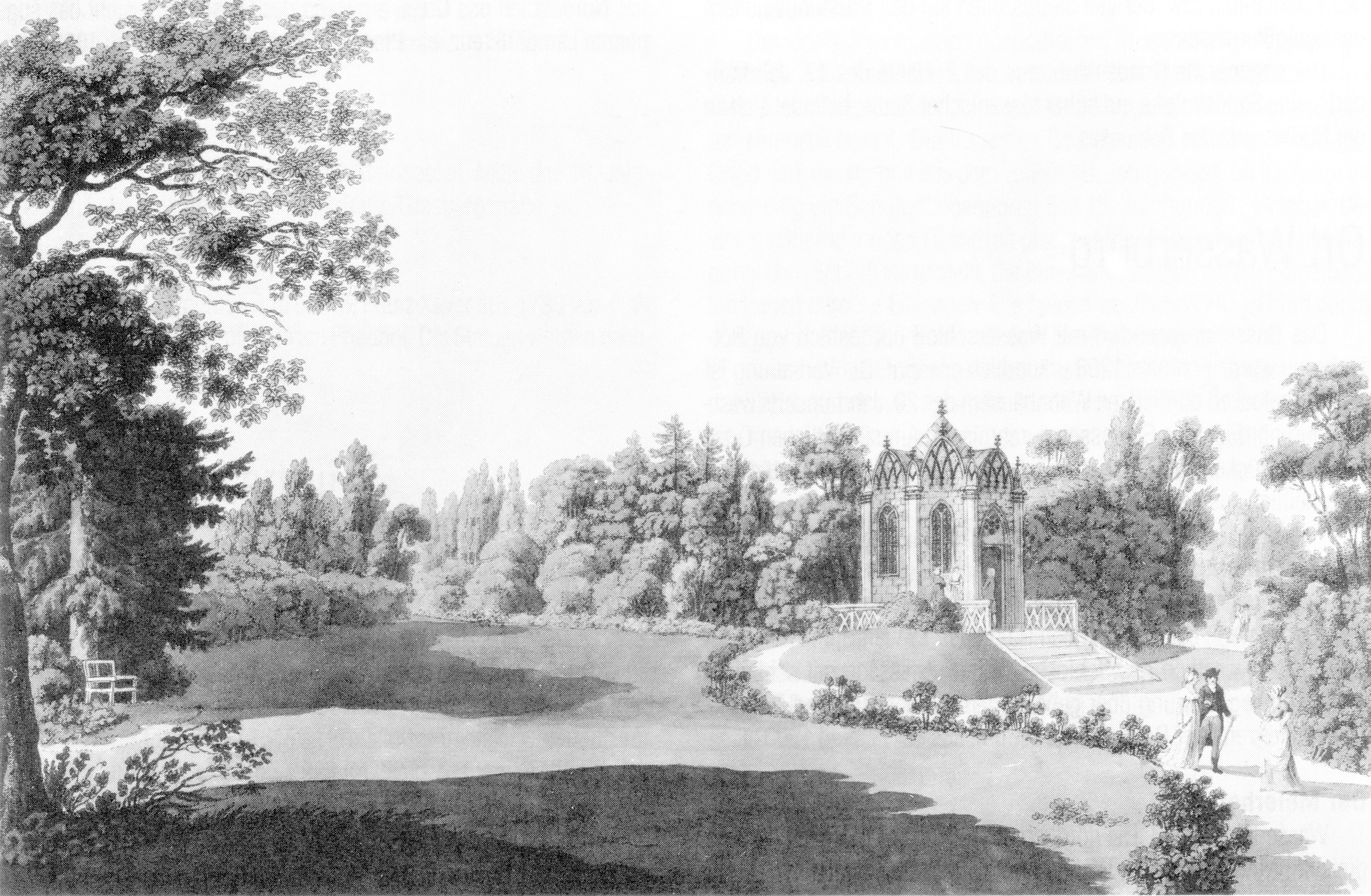
Der Schlossgarten im 18. Jahrhundert in einem Stich von Laurenz Janscha

Im Altschloss war von 1970 an ein mit 35.000 Figuren bestücktes Zinnfigurenmuseum eingerichtet, das inzwischen geschlossen wurde.
Das Neue Schloss wurde in den letzten Jahren generalsaniert.

## Heutige Form

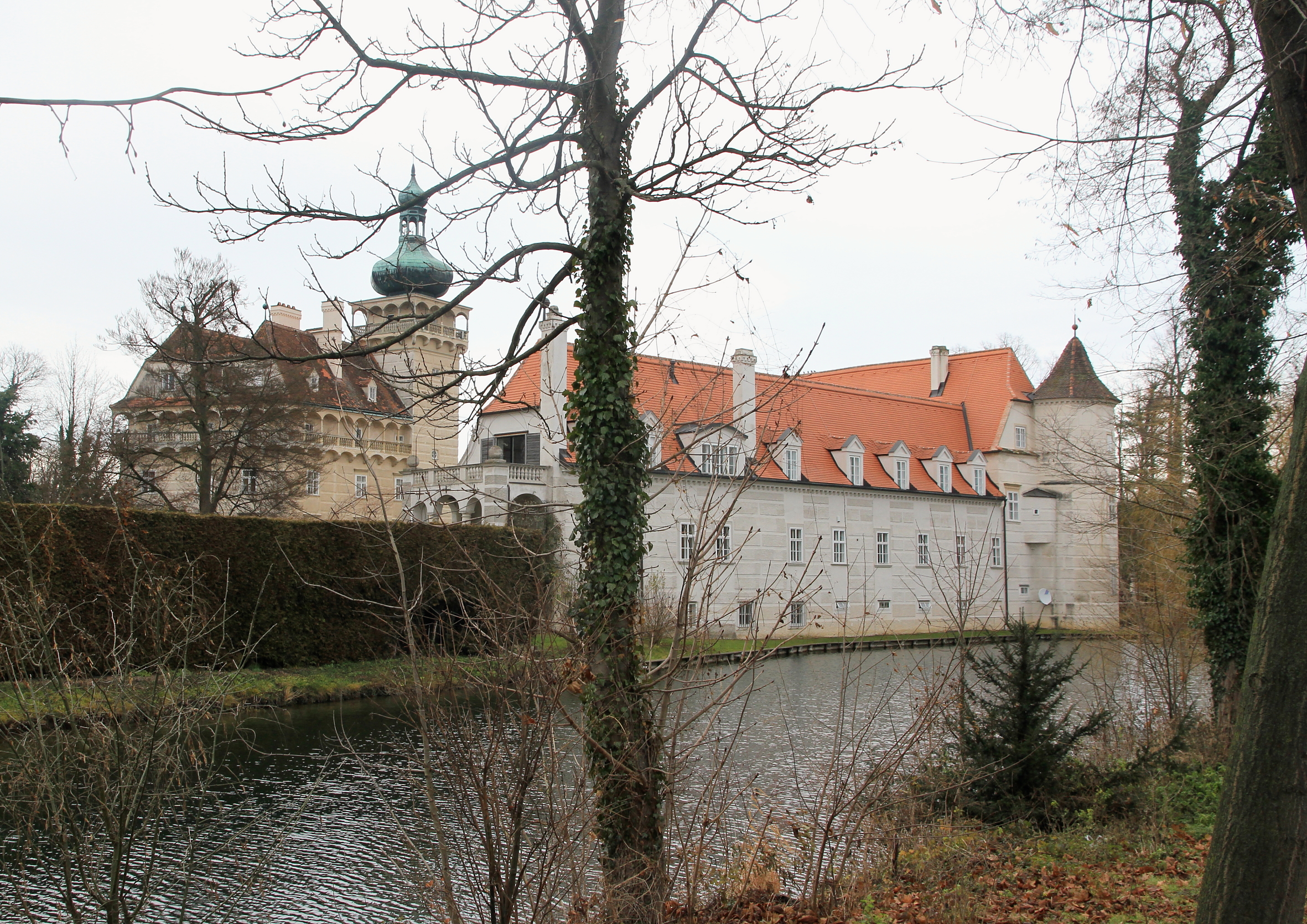
Links das viergeschoßige „alte Schloss“ und rechts das zweiflügelige „Wohnschloss“ bzw. „neue Schloss“.

Das Schloss besteht heute im Wesentlichen aus dem Altes Schloss genannten Teil, der im Mittelalter erbaut wurde und dem um 1600 erbauten Neuen Schloss.
Das alte Schloss ist ein viergeschoßiger Bau mit rechteckigem Grundriss, mit steilem Doppelwalmdach und dem hohen Turm mit Zwiebelhelm am Nordosteck. Um das vierte Geschoß läuft eine schmale Galerie.
Das zweiflügelige neue Schloss, das mit den Außenfronten am Wasser steht, ist von achteckigen Türmen flankiert.
Die Wassergräben des Schlosses sind auch heute noch mit Wasser gefüllt und werden von der Pottenbrunner Brunnader (Föhrenbach), einem rechten Nebenfluss der Traisen, gespeist. Über eine Brücke gelangt man zum Eingang des neuen Schlosses. Da das Schloss bewohnt wird, kann es nur von außen besichtigt werden.
In Teilen des Schlosses ist heute die Lernwerkstatt Pottenbrunn untergebracht, eine von einem Verein getragene, alternativpädagogische Privatschule mit Öffentlichkeitsrecht.